# AMY1C
El gen humano AMY1C codifica la proteína amilasa alfa 1C (salival).
Las amilasas son proteínas secretadas que hidrolizan los enlaces 1,4-alfa-glucósido en oligosacáridos y polisacáridos y, por tanto, catalizan el primer paso en la digestión del almidón y el glucógeno de la dieta. El genoma humano tiene un grupo de varios genes de amilasa que se expresan en niveles elevados ya sea en la glándula salival o en el páncreas. Este gen codifica una isoenzima amilasa producida por la glándula salival.